# HMS Undervattensbåten N:r 2
HMS Undervattensbåten N:r 2 var en så kallad 2:a klass ubåt i svenska flottan byggd vid Motala Verkstad och sjösatt den 25 februari 1909.
Ubåten var en vidareutveckling och förbättring av den svenska flottans första ubåt HMS Hajen som tagits i tjänst fyra år tidigare. Konstruktören, marindirektör Carl Richson, hade då insett de förbättrade manöveregenskaperna som förliga dykroder medgav. En dieselmotor gav dessutom längre aktionsradie och bättre förhållanden för besättningen än den tidigare fotogenmotorn av tändkuletyp. I likhet med Hajen hade båten en kraftöverföring där propellern alltid drevs av en elmotor och där förbränningsmotorn enbart användes för att driva en generator som kunde förse elmotorn och batterierna med ström. Dyktiden var då (även nu) mycket snabb med sina 30 sekunder. Båten fick ett förhöjt förskepp som gav goda sjöegenskaper vid högre sjö. Båten och dess två systrar gjorde god tjänst under första världskriget och efteråt som utbildningsbåtar för senare befäl och besättningar. Ubåt no 2 utrangerades 1929.